# Скандаков Юрій Володимирович

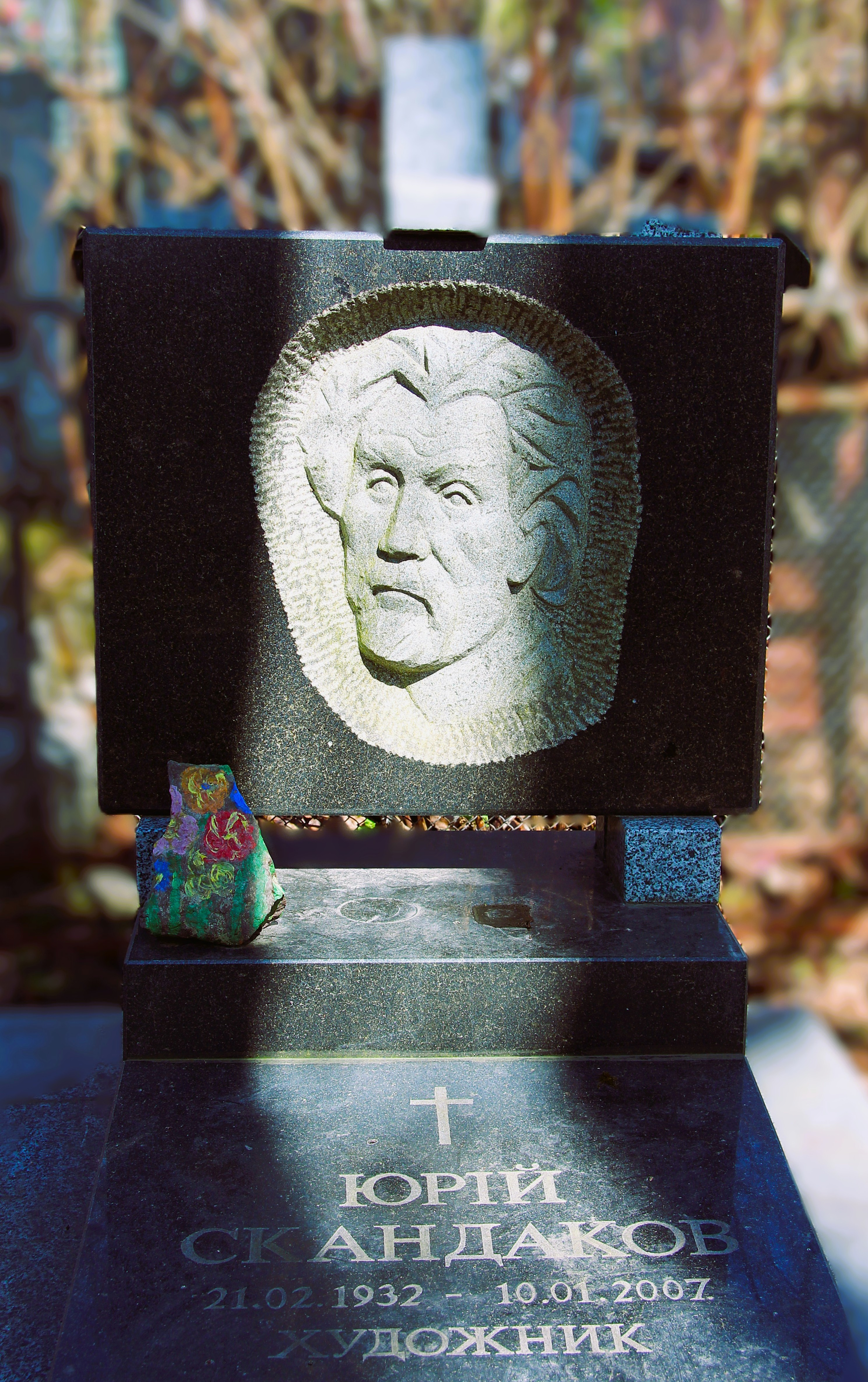
Нагробок на могилі Юрія Скандакова.

Юрій Володимирович Скандаков (21 лютого 1932, с. Халізово, Оренбурзька область, РРФСР, СРСР — 10 січня 2007, Львів, Україна) — український та радянський художник і викладач. Член Спілки художників СРСР.

## Біографія
Народився 21 лютого 1932 року в селищі Халізово Оренбурзької області. Навчався в Ярославському училище. У 1947 році з сім'єю переїхав до міста Стрий Львівської області.
У 1951—1959 роках, з перервою на проходження військової служби, Скандаков навчався в Львівському училищі прикладного мистецтва імені І. Труша на відділенні декоративного розпису.
У 1959 році працював декоратором у Львівському драматичному театрі.
З 1959 по 1965 рікнавчався в Львівському державному інституті прикладного та декоративного мистецтва на відділенні художнього текстилю.
У 1959—1961 роках працював лаборантом в Львівському торговельно-економічному інституті, в 1961—1964 роках — художником модельєром-конструктором у Львівському Будинку моделей.
У 1964—1965 роках був художником-конструктором на Львівському автобусному заводі, а в 1965—1969 роках працював в бюро технічної естетики на Львівському телевізійному заводі.
У 1969 році став викладачем кафедри художнього текстилю в Львівському державному інституті прикладного та декоративного мистецтва, в 1972—1977 роках був завідувачем кафедри, у 80-х роках викладав живопис.
Серед його вихованців — Євген Карась, Зоряна Гарбар, Юрій Скорупський, Роман Яців, Олексій Фіголь, Марта Базак та інші.
Скандаков був учасником понад 100 виставок, в тому числі в Вірменії (1971), Польщі (1980), Іспанії (1981) і Угорщині (1983).
У 1985 році став членом Спілки художників СРСР.
Помер 10 січня 2007 року в Львові. Похований на 40-му полі Янівського цвинтаря у Львові. На могилі встановлено пам’ятник, автором якого є скульптор Ігор Мединський.

## Пам'ять
У 2012 році відбулася групова виставка в «Галереї АВС-арт», на якій серед інших робіт були представлені картини Ю. В. Скандакова.
З 30 жовтня по 21 листопада 2018 року в Львові в арт-салоні «Велес» пройшла виставка пам'яті художника «Душа Львова».
У серпні-вересні 2020 року в Києві відбудеться виставка пам'яті художника «Повернення феномена».